# Dudleya caespitosa
Dudleya caespitosa (Haw.) Britt. & Rose, es una especie de plantas carnosas perteneciente a la familia de las crasuláceas.

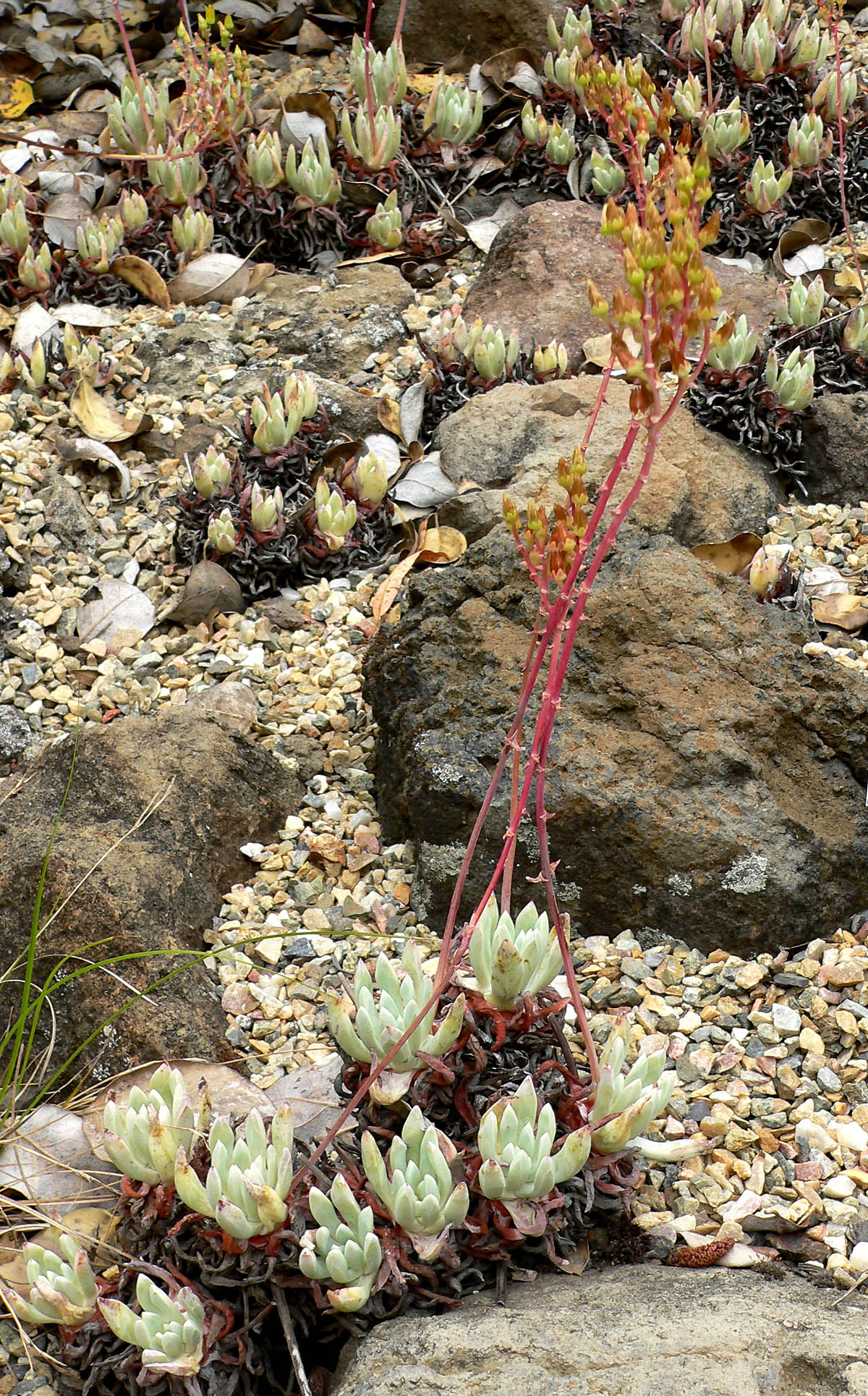
Vista de la planta

## Distribución geográfica
Es endémica del centro de California

## Descripción
Comienza a partir de una roseta de hasta 20 centímetros de ancho, con un contenido de hasta 30 hojas.  Las hojas son carnosas y oblongas, tienen agudas puntas, son de color verde pálido, y en forma de cono a oblongas, de 5-15 cm de longitud y de uno o dos centímetros de ancho con casi un centímetro de espesor.  El tallo es un caudex erecto que crece hasta unos 20 centímetros de altura antes de la ramificación de la inflorescencia.  Su color es variable, de verde a rojo y tonos amarillo. En la parte superior tiene una inflorescencia de altura que podrá tener de 10 o 15 flores en cada una de las diferentes ramas.   Las flores son estrelladas blancas, amarillas o rojas y crecen en panículas de hasta 60 cm de alto floreciendo a finales de la primavera y principios del verano.

## Taxonomía
Dudleya caespitosa fue descrita por (Haw.) Britt. & Rose y publicado en New or Noteworthy North American Crassulaceae 27. 1903.
Etimología
Dudleya: nombre genérico que fue nombrado en honor de William Russell Dudley, el primer director del departamento de botánica de la Universidad de Stanford.
caespitosa: epíteto latino que significa "cespitosa".
Sinonimia:
- Cotyledon caespitosa Haw.
- Cotyledon helleri (Rose) Fedde
- Cotyledon linguiformis W.T.Aiton
- Cotyledon reflexa Willd.
- Dudleya cotyledon (Jacq.) Britton & Rose
- Dudleya helleri Rose
- Echeveria caespitosa (Haw.) DC.
- Echeveria californica Baker
- Echeveria cotyledon (Jacq.) A.Nelson & J.F.Macbr.
- Echeveria helleri (Rose) A.Berger
- Sedum cotyledon Jacq.[3]

## Véase también

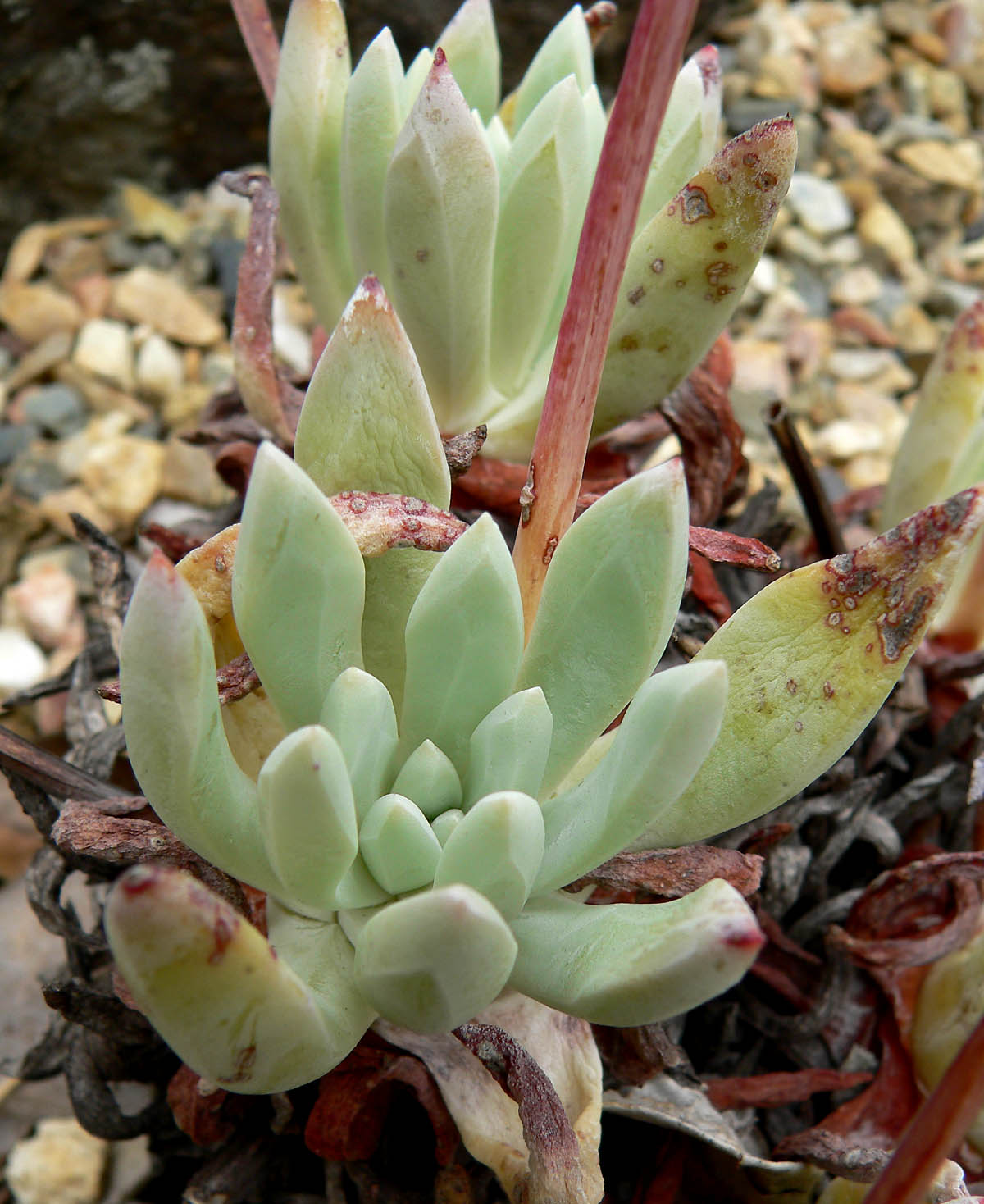
hojas
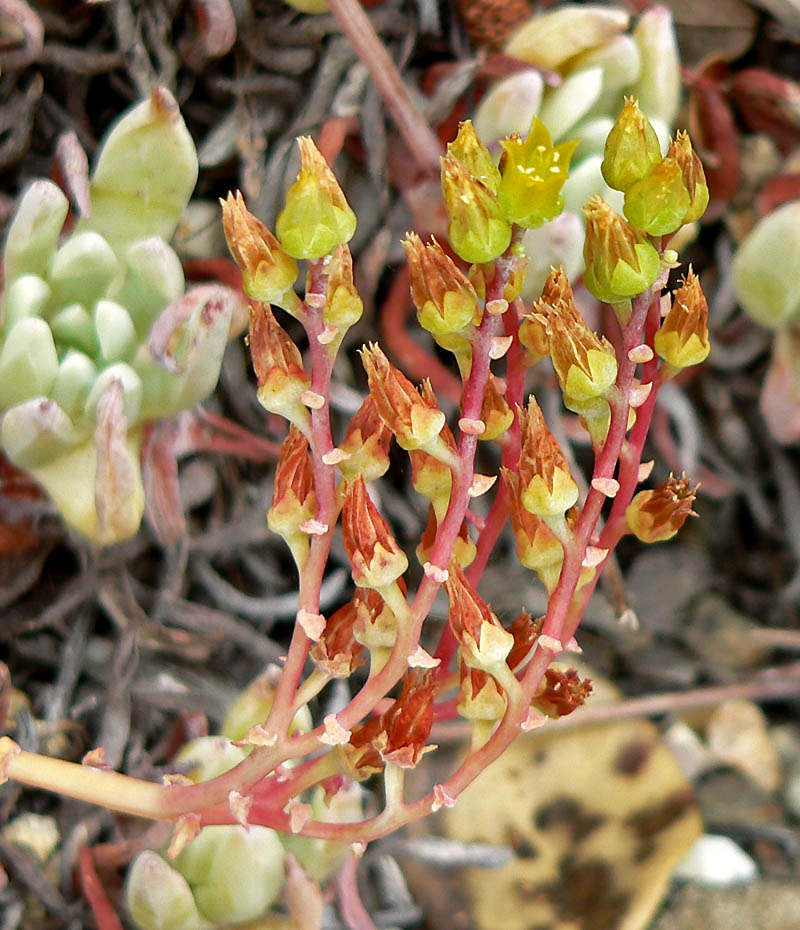
inflorescencia
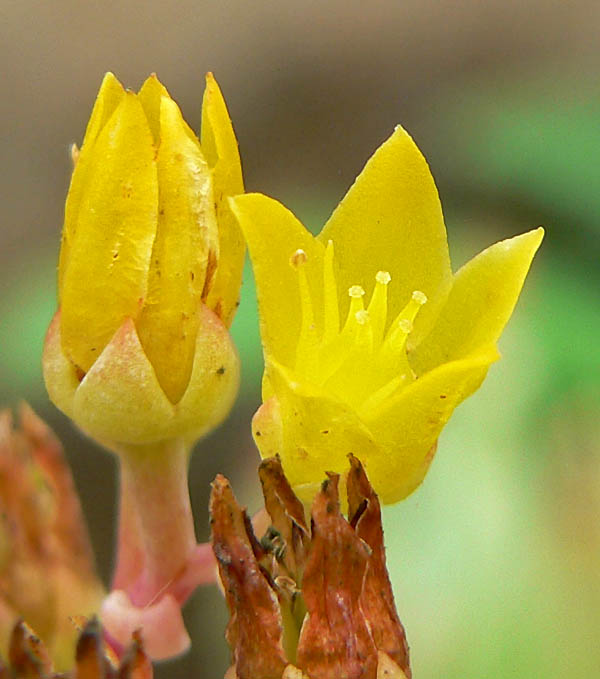
flores